# Sainte-Colome
Sainte-Colome település Franciaországban, Pyrénées-Atlantiques megyében. Lakosainak száma 356 fő (2022. január 1.). Sainte-Colome Louvie-Juzon, Lys és Sévignacq-Meyracq községekkel határos.

## Népesség
A település népessége az elmúlt években az alábbi módon változott:
| Lakosok száma | 359  | 353  | 358  | 356  | 356  | 358  | 360  | 358  | 356  |
|               | 2013 | 2015 | 2016 | 2017 | 2018 | 2019 | 2020 | 2021 | 2022 |